# Stugåsasjön
Stugåsasjön är en sjö i Varbergs kommun i Halland och ingår i Viskans huvudavrinningsområde.